# Il monologo della speziale
Il monologo della speziale (薬屋のひとりごと?, Kusuriya no hitorigoto) è una serie di light novel scritta da Natsu Hyūga e illustrata da Tōko Shino. Inizialmente serializzata sul sito web Shōsetsuka ni narō dal 2011, nell'anno successivo è stata acquisita dalla casa editrice Shufunotomo.
Un adattamento manga basato sulla light novel dal titolo I diari della speziale e prodotto da Itsuki Nanao e da Nekokurage è stato pubblicato a partire dal 2017 sulla rivista Monthly Big Gangan della Square Enix. In Italia, il manga è stato annunciato da Edizioni BD per l'etichetta J-Pop, in pubblicazione a partire dall'estate 2021. Una versione alternativa del manga è invece stata pubblicata sulla rivista Monthly Sunday Gene-X della Shōgakukan sempre a partire dal 2017.
Un adattamento anime prodotto da Toho Animation Studio in collaborazione con OLM è stato trasmesso in Giappone dal 21 ottobre 2023 al 23 marzo 2024. Una seconda stagione è andata in onda dal 10 gennaio al 4 luglio 2025. Un sequel dell'anime è stato annunciato.

## Trama
Maomao è una giovane speziale che si ritrova a lavorare nella Corte Interna del Palazzo Imperiale dopo essere stata rapita. Date le sue abilità da erborista e la sua intuizione, la ragazza viene presto promossa come ancella di una delle consorti di alto rango dell'imperatore, supervisionata dall'affascinante Jinshi.

## Personaggi

### Principali
Maomao (猫猫?)
Doppiata da: Aoi Yūki (ed. giapponese), Luna Fogu (ed. italiana)
Protagonista della storia, Maomao è una ragazza di 17 anni cresciuta in uno yūkaku, un quartiere del piacere, dal padre farmacista, frequentando il Padiglione Verderame, un bordello di medio-alto livello. Sin da piccola ha manifestato forte interesse per le erbe medicinali e i veleni, tanto da fare diversi esperimenti su se stessa; questo le ha comportato una forte resistenza a sostanze come veleni e afrodisiaci. Dopo essere stata rapita mentre cercava delle erbe, è stata venduta alla Corte Interna del Palazzo Imperiale, diventando una shang-fu, ossia una serva che si occupa dei capi di abbigliamento. Successivamente, avendo salvato la figlia della consorte Yuye, diventa sua ancella e assaggiatrice, e inizia a svolgere diverse attività da erborista su commissione.
Ha un corpo minuto e privo di forme, cosa che, insieme alle lentiggini da lei stessa disegnate sul viso, non l'ha fatta incappare in situazioni spiacevoli nel quartiere del piacere. Ha un'allergia alla soba, quindi al grano saraceno.
Jinshi (壬氏? Renshi nel manga e nell'anime)
Doppiato da: Takahiro Sakurai (drama-CD), Takeo Ōtsuka (anime) (ed. giapponese), Andrea Oldani (ed. italiana)
Nobile che supervisiona la Corte Interna e ha il compito di valutare le doti delle consorti; ha anche diversi compiti come funzionario. Il suo aspetto androgino affascina chiunque, sia uomini che donne, ma Maomao sembra esserne immune; questo incuriosisce Jinshi e lo spinge ad avvicinarsi alla ragazza. Beve una bevanda che abbassa l'interesse. Prova un interesse per Maomao.

### Corte Interna
Gyokuyou (玉葉?, Gyokuyō, Yuye nel manga e nell'anime)
Doppiata da: Yōko Hikasa (drama-CD), Atsumi Tanezaki (anime) (ed. giapponese), Ilaria Silvestri (ed. italiana)
Consorte di alto rango e prediletta dell'Imperatore, dal quale ha avuto una figlia, la principessa Lingli (鈴麗?); è soprannominata "Nobile Consorte", ha 19 anni (all'inizio dell'anime) e vive nel Palazzo di Giada con le sue ancelle Hongniang (紅娘?), la capoancella, Yinghua (桜花?), Guiyuan (貴園?) e Ailan (愛藍?).
Gaoshun (高順?)
Doppiato da: Kenjirō Tsuda (drama-CD), Katsuyuki Konishi (anime) (ed. giapponese), Patrizio Prata (ed. italiana)
Assistente di Jinshi e ufficiale di corte.
Lihua (梨花?, Rifa)
Doppiata da: Yui Ishikawa (ed. giapponese), Federica Simonelli (ed. italiana)
Consorte di alto rango soprannominata "Saggia Consorte" , ha 23 anni (all'inizio dell'anime); vive nel Palazzo di Quarzo ed è la seconda prediletta dell'imperatore, pur avendo perso l'erede maschio che aveva partorito. A causa di una cipria velenosa inizia ad ammalarsi e, su richiesta dell'imperatore, Maomao si occupa di guarirla, gesto che le fa provare nei confronti della giovane un affetto quasi materno.
Lishu (里樹?, Rīshu)
Doppiata da: Hina Kino (ed. giapponese), Ludovica Cuppari (ed. italiana)
Consorte di alto rango soprannominata "Virtuosa Consorte", vive nel Palazzo di Diamante. Prima di essere consorte dell'attuale imperatore, a soli nove anni era la consorte dell'imperatore precedente; è infatti la consorte più giovane a soli 14 anni. Ha un rapporto materno con Aduo visto che ha lasciato la sua famiglia in tenera età.
Aduo (阿多?, Āduo)
Doppiata da: Yūko Kaida (ed. giapponese), Cristiana Rossi (ed. italiana)
Consorte di alto rango soprannominata "Pura Consorte", ha 35 anni e vive nel Palazzo di Granato. Con la consorte Lishu ha un rapporto come madre e figlia. Successivamente lascia la Corte Interna e il suo ruolo da consorte e si trasferisce in un palazzo a sud. Maomao non lo dice apertamente ma è la prima a notare la somiglianza tra lei e il nobile Jinshi.
Xiaolan (小蘭?, Shaoran)
Doppiata da: Misaki Kuno (ed. giapponese), Gaia Chiaro (ed. italiana)
Serva amica di Maomao, lavoravano insieme prima che quest'ultima fosse trasferita al Palazzo di Giada. Figlia di una famiglia di contadini, è stata venduta dai genitori stessi per le condizioni di povertà in cui vivevano.
Loulan (楼蘭?, Rouran)
Doppiata da: Asami Seto (ed. giapponese), Laura Valastro (ed. italiana)
È entrata nella corte interna come nuova consorte di alto rango soprannominata "Pura Consorte" dopo la partenza dell'ex consorte Aduo e risiede nel palazzo di Granato. Ha un comportamento distaccato e disinteressato a qualsiasi cosa.

## Media

### Light novel
La serie di light novel, scritta da Natsu Hyūga e illustrata da Tōko Shino, è stata inizialmente pubblicata sulla piattaforma online Shōsetsuka ni narō dal 27 ottobre 2011. Nell'anno successivo, la casa editrice Shufunotomo ha acquisito la serie e ne ha pubblicato una parte in un volume, uscito il 26 settembre sotto l'etichetta Ray Books. La novel ha ripreso la serializzazione nel 2014, dopo una riedizione del volume sulla prima parte pubblicata il 29 agosto sotto l'etichetta Hero Bunko.
Dal 19 febbraio 2012 è stata serializzata sulla piattaforma anche un'edizione extra della light novel, con elementi aggiuntivi rispetto alla storia principale.
In Italia la serie viene pubblicata da Dokusho Edizioni dal 30 marzo 2022. La traduzione dei testi è curata da Giulia Nicosia (volumi 1 e 2) e Francesca Villa (volume 3).

#### Volumi
| Nº | Data di prima pubblicazione                | Data di prima pubblicazione                                                 | Data di prima pubblicazione | Data di prima pubblicazione |
| Nº | Giapponese                                 | Giapponese                                                                  | Italiano                    | Italiano                    |
| -- | ------------------------------------------ | --------------------------------------------------------------------------- | --------------------------- | --------------------------- |
| 1  | 29 agosto 2014                             | ISBN 978-4-07-298198-6                                                      | 30 marzo 2022               | ISBN 978-88-946559-1-9      |
| 2  | 31 gennaio 2015                            | ISBN 978-4-07-410821-3                                                      | 26 luglio 2023              | ISBN 979-12-81493-03-2      |
| 3  | 29 giugno 2015                             | ISBN 978-4-07-401176-6                                                      | 27 ottobre 2023             | ISBN 979-12-81493-10-0      |
| 4  | 30 settembre 2015                          | ISBN 978-4-07-403100-9                                                      | 29 gennaio 2024             | ISBN 979-12-81493-13-1      |
| 5  | 30 aprile 2016                             | ISBN 978-4-07-416947-4                                                      | 17 giugno 2024              | ISBN 979-12-81493-24-7      |
| 6  | 30 novembre 2016                           | ISBN 978-4-07-420788-6                                                      | 7 marzo 2025                | ISBN 979-12-81493-36-0      |
| 7  | 28 febbraio 2018                           | ISBN 978-4-07-429772-6                                                      | 31 luglio 2025              | ISBN 979-12-81493-45-2      |
| 8  | 28 febbraio 2019                           | ISBN 978-4-07-436884-6                                                      | —                           | —                           |
| 9  | 28 febbraio 2020 (ed. regolare & limitata) | ISBN 978-4-07-442420-7 (ed. regolare) ISBN 978-4-07-441030-9 (ed. limitata) | —                           | —                           |
| 10 | 29 gennaio 2021                            | ISBN 978-4-07-447215-4                                                      | —                           | —                           |
| 11 | 30 aprile 2021 (ed. regolare & speciale)   | ISBN 978-4-07-448226-9 (ed. regolare) ISBN 978-4-07-448440-9 (ed. speciale) | —                           | —                           |
| 12 | 29 luglio 2022                             | ISBN 978-4-07-452400-6                                                      | —                           | —                           |
| 13 | 25 febbraio 2023                           | ISBN 978-4-07-454379-3                                                      | —                           | —                           |
| 14 | 29 settembre 2023                          | ISBN 978-4-07-455775-2                                                      | —                           | —                           |
| 15 | 29 marzo 2024                              | ISBN 978-4-07-456728-7                                                      | —                           | —                           |
| 16 | 30 maggio 2025                             | ISBN 978-4-07-461876-7                                                      | —                           | —                           |

### Manga

Copertina del primo volume dell'edizione italiana del manga, raffigurante la protagonista Maomao

Nel 2016 viene annunciato un adattamento manga della light novel, affidato a Itsuki Nanao e disegnato da Nekokurage. La serializzazione è iniziata il 25 maggio 2017 sul numero 6 della rivista Monthly Big Gangan, mentre il primo tankōbon è stato pubblicato dalla stessa Square Enix il 25 settembre dello stesso anno e al 25 marzo 2025 ne sono stati messi in vendita in tutto quindici.
In Italia, il manga è stato annunciato nel marzo 2021 da Edizioni BD per l'etichetta J-Pop in occasione del 15º anniversario della casa editrice; la pubblicazione è iniziata a partire dall'estate. La traduzione dei testi è curata da Christine Minutoli, mentre il lettering è realizzato da Valentina Ghidini.

#### Volumi
| 1  | 25 settembre 2017 | ISBN 978-4-06-388690-0                                                      | 21 luglio 2021    | ISBN 978-88-349-0635-4                                                      |
| 1  | Capitoli - 1. La maledizione della Corte Interna (薬屋のひとりごと?, Kusuriya no hitori-goto) - 2. L'erudita folle (狂科学者?, Kyō kagaku-sha) - 3. La ninfa celeste del palazzo imperiale (宮中の天女?, Kyūchū no ten'nyo) - 4. Lo spettro al chiaro di luna (月下の幽霊?, Gekka no yūrei) |                                                                             |                   |                                                                             |
| 1  | Trama La giovane Maomao, dopo essere stata rapita e venduta, lavora come serva alla Corte Interna del Palazzo Imperiale, ossia l'harem dell'imperatore. La ragazza, nonostante cerchi di nascondere la sua istruzione e le sue capacità da speziale, viene scoperta dopo aver salvato dall'avvelenamento la figlia della consorte Yuye. Ciò la fa notare dall'eunuco Renshi, che la assegna come ancella e assaggiatrice della consorte, mettendo alla prova le sue conoscenze da erborista. |                                                                             |                   |                                                                             |
| 2  | 24 febbraio 2018 | ISBN 978-4-7575-5640-9                                                      | 25 agosto 2021    | ISBN 978-88-349-0715-3                                                      |
| 2  | Capitoli - 5. Una paziente da assistere (看病?, Kanbyō) - 6. Il ricevimento nei giardini imperiali (I) (園遊会(その①)?, En'yūkai (sono 1)) - 7. Il ricevimento nei giardini imperiali (II) (園遊会(その②)?, En'yūkai (sono 2)) - 8. Il ricevimento nei giardini imperiali (III) (園遊会(その③)?, En'yūkai (sono 3)) |                                                                             |                   |                                                                             |
| 2  | Trama Maomao riceve dall'imperatore il compito di curare la consorte Lihua, ancora in gravi condizioni dall'avvelenamento da cipria e la perdita del figlio. Giunta al Palazzo di Quarzo, la ragazza scopre che una delle sue ancelle continuava a truccarla con la cipria tossica, quindi la fa allontanare e segue Lihua nel processo di guarigione. Tornata al Palazzo di Giada da Yuye, lei e le altre ancelle si preparano per il ricevimento invernale nei giardini imperiali, dove presenzieranno tutte le consorti di alto rango. Durante l'evento, Maomao riceve doni da Yuye, Renshi, Lihua e da un giovane militare in segno di rispetto. Durante il banchetto, trova del veleno nel cibo destinato a Yuye, ma capisce che in realtà era stato scambiato con quello destinato a un'altra consorte, la giovane Lishu.            |                                                                             |                   |                                                                             |
| 3  | 25 luglio 2018 | ISBN 978-4-7575-5794-9                                                      | 8 settembre 2021  | ISBN 978-88-349-0751-1                                                      |
| 3  | Capitoli - 9. La deduzione di Maomao (猫猫の推理?, Maomao no suiri) - 10. Il significato del fermaglio (簪の意味?, Kanzashi no imi) - 11. Ritorno a casa (里帰り?, Satogaeri) - 12. La cannuccia di paglia (麦稈?, Bakkan) - 13. Malintesi (誤解?, Gokai) - 14. Vino (酒?, Sake) |                                                                             |                   |                                                                             |
| 3  | Trama Maomao fornisce a Gaoshun e Renshi una possibile spiegazione su quanto accaduto durante il banchetto del ricevimento. L'ancella viene inoltre a sapere dalla serva Xiaolan, sua amica, che grazie ai fermagli ricevuti durante l'evento potrà avere un permesso per uscire dalla Corte Interna. Maomao, quindi, fa una proposta a Libai, il giovane militare incontrato al ricevimento: se lui le farà da garante, in cambio lei gli farà conoscere una delle "tre principesse" del Padiglione Verderame, nel quartiere del piacere. Maomao riesce dunque a tornare a casa per tre giorni, incontrando suo padre e risolvendo un mistero in un bordello vicino. Tornata nel Palazzo di Giada, Maomao è chiamata a indagare sulla morte di un ufficiale militare. Renshi, nel frattempo, dimostra un certo attaccamento alla ragazza. |                                                                             |                   |                                                                             |
| 4  | 25 febbraio 2019 | ISBN 978-4-7575-5963-9                                                      | 17 novembre 2021  | ISBN 978-88-349-0811-2                                                      |
| 4  | Capitoli - 15. Una richiesta per Maomao (猫猫への依頼?, Maomao e no irai) - 16. Miele (I) (蜂蜜 その①?, Hachimitsu sono 1) - 17. Miele (II) (蜂蜜 その②?, Hachimitsu sono 2) - 18. La consorte Aduo (阿多妃?, Ata-hi) - 19. Bivio (すれ違い?, Surechigai) - 20. L'eunuco e l'intrattenitrice (宦官と妓女?, Kangan to gijo) - 21. Preparando i bagagli (話 荷造り?, Hanashi nizukuri) |                                                                             |                   |                                                                             |
| 5  | 25 luglio 2019 | ISBN 978-4-7575-6216-5                                                      | 19 gennaio 2022   | ISBN 978-88-349-0882-2                                                      |
| 5  | Capitoli - 22. Servizio presso la Corte Esterna (外廷勤務?, Gaitei kinmu) - 23. Lezione alla Corte Interna (後宮教室?, Kōkyū kyōshitsu) - 24. La pipa (煙管?, Kiseru) - 25. Kuai (鱠?, Namasu) - 26. Piombo (鉛?, Namari) |                                                                             |                   |                                                                             |
| 6  | 25 marzo 2020 | ISBN 978-4-7575-6581-4                                                      | 9 marzo 2022      | ISBN 978-88-349-0937-9                                                      |
| 6  | Capitoli - 27. Trucco (化粧?, Keshō) - 28. Per le strade della città (街歩き?, Machi aruki) - 29. Sifilide (梅毒?, Baidoku) - 30. Cuiling (翠苓?, Midori rei) - 31. Coincidenza o fatalità? (偶然か必然か?, Gūzen ka hitsuzen ka) - 32. Rito di mezzo (中祀?, Chūshi) |                                                                             |                   |                                                                             |
| 7  | 25 novembre 2020 | ISBN 978-4-7575-6856-3                                                      | 25 maggio 2022    | ISBN 978-88-349-1010-8                                                      |
| 7  | Capitoli - 33. Stramonio (曼荼羅華?, Mandarage) - 34. Gaoshun (高順?, Gaoshun) - 35. Ritorno alla corte interna (後宮ふたたび?, Kōkyū futatabi) - 36. Rose blu e unghie scarlatte (青薔薇と爪紅?, Ao bara to tsumabeni) |                                                                             |                   |                                                                             |
| 8  | 25 maggio 2021 | ISBN 978-4-7575-7271-3                                                      | 20 luglio 2022    | ISBN 978-88-349-1070-2                                                      |
| 8  | Capitoli - 37. La balsamina e l'oxalis corniculata (I) (鳳仙花と片（前編）?, Hōsenka to kata (zenpen)) - 38. La balsamina e l'oxalis corniculata (II) (鳳仙花と片（中編）?, Hōsenka to kata (chūhen)) - 39. La balsamina e l'oxalis corniculata (III) (鳳仙花と片（後編）?, Hōsenka to kata (kōhen)) - 40. Commiato (見送り?, Miokuri) - 41. Libro (書?, Sho) - 42. Gatto (猫?, Neko) |                                                                             |                   |                                                                             |
| 9  | 25 novembre 2021 | ISBN 978-4-7575-7586-8                                                      | 14 settembre 2022 | ISBN 978-88-349-1135-8                                                      |
| 9  | Capitoli - 43. Le carovane (隊商?, Kyaraban) - 44. Umano d'inverno, pianta d'estate (I) (冬人夏草 (前編)?, Fuyuhito Natsukusa (zenpen)) - 45. Umano d'inverno, pianta d'estate (II) (冬人夏草 (後編)?, Fuyuhito Natsukusa (kōhen)) - 46. Specchio (鏡?, Kagami) - 47. Ninfa della luna (I) (月精 (前編)?, Gessei (zenpen)) |                                                                             |                   |                                                                             |
| 10 | 23 giugno 2022 | ISBN 978-4-7575-7985-9                                                      | 16 novembre 2022  | ISBN 978-88-349-1210-2                                                      |
| 10 | Capitoli - 48. Ninfa della luna (II) (月精 (後編)?, Gessei (kōhen)) - 49. Infermieria (診療所?, Shinryōsho) - 50. Terza visita al palazzo di quarzo (I) (みたび、水晶宮 (前編)?, Mitabi, suishōgū (zenpen)) - 51. Terza visita al palazzo di quarzo (II) (みたび、水晶宮 (中編)?, Mitabi, suishōgū (chūhen)) - 52. Terza visita al palazzo di quarzo (III) (みたび、水晶宮 (後編)?, Mitabi, suishōgū (kōhen)) - 53. Il tempio delle scelte (選択の廟 (前編)?, Sentaku no byō (zenpen)) |                                                                             |                   |                                                                             |
| 11 | 25 febbraio 2023 | ISBN 978-4-7575-8324-5                                                      | 26 luglio 2023    | ISBN 978-88-349-2179-1                                                      |
| 11 | Capitoli - 54. Il tempio delle scelte (II) (選択の廟 (後編)?, Sentaku no byō (kōhen)) - 55. L'imperatrice madre (皇太后?, Kōtaigō) - 56. Il precedente imperatore (I) (先帝 (前編)?, Sentei (zenpen)) - 57. Il precedente imperatore (II) (先帝 (中編)?, Sentei (chūhen)) - 58. Il precedente imperatore (III) (先帝 (後編)?, Sentei (kōhen)) |                                                                             |                   |                                                                             |
| 12 | 29 settembre 2023 | ISBN 978-4-7575-8813-4                                                      | 14 febbraio 2024  | ISBN 978-88-349-2418-1                                                      |
| 12 | Capitoli - 59. Storie di fantasmi (怪談?, Kaidan) - 60. Il ritiro estivo (避暑地?, Hishochi) - 61. La battuta di caccia (I) (狩り (前編)?, Kari (zenpen)) - 62. La battuta di caccia (II) (狩り (中編)?, Kari (chūhen)) - 63. La battuta di caccia (III) (狩り (後編)?, Kari (kōhen)) |                                                                             |                   |                                                                             |
| 13 | 25 marzo 2024 | ISBN 978-4-7575-9027-4 (ed. regolare) ISBN 978-4-7575-9028-1 (ed. limitata) | 2 ottobre 2024    | ISBN 978-88-349-2937-7 (ed. regolare) ISBN 978-88-349-2938-4 (ed. limitata) |
| 13 | Capitoli - 64. Il nobile mascherato (狩り (最後編)?, Kari (saigohen)) - 65. I bagni (覆面の御方?, Fukumen no okata) - 66. Chiyu (赤羽?, Akabane) - 67. Lo spettro danzante (踊る幽霊?, Odoru yūrei) - 68. L'eunuco dei pettegolezzi e della frutta ghiacciata (噂の宦官と氷菓?, Uwasa no kangan to hyōka) |                                                                             |                   |                                                                             |
| 14 | 25 settembre 2024 | ISBN 978-4-7575-9439-5 (ed. regolare) ISBN 978-4-7575-9440-1 (ed. limitata) | 23 aprile 2025    | ISBN 978-88-349-3287-2 (ed. regolare) ISBN 978-88-349-3288-9 (ed. limitata) |
| 14 | Capitoli - 69. Capovolto (逆子?, Sakago) - 70. Risentimento (I) (巣食う悪意 (前編)?, Sukū akui (zenpen)) - 71. Risentimento (II) (巣食う悪意 (中編)?, Sukū akui (chūhen)) - 72. La volpe e il cane procione - Scontro tra intelletti (狐と狸の化かし合い?, Kitsune to tanuki no bakashi ai) - 73. Le tracce (足跡?, Ashiato) - 74. Il villaggio delle volpi (狐の里?, Kitsune no sato) |                                                                             |                   |                                                                             |
| 15 | 25 marzo 2025 | ISBN 978-4-7575-9769-3                                                      | settembre 2025    | ISBN 978-88-349-3647-4                                                      |
| 15 | Capitoli - 75. (鬼灯?, Hōzuki) - 76. (祭り?, Matsuri) - 77. (取引現場?, Torihiki genba) - 78. (砦?, Toride) |                                                                             |                   |                                                                             |

##### Capitoli non ancora in formatotankōbon
I seguenti capitoli sono apparsi sulla rivista Monthly Big Gangan in Giappone ma non sono ancora stati stampati in formato tankōbon.
Questa lista è suscettibile di variazioni e potrebbe essere incompleta o non aggiornata.

- 79.  (蟇盆?, Hiki bon)
- 80.  (飛発?, Hihatsu)

#### Kusuriya no hitorigoto: Maomao no kōkyū nazotoki techō
Una versione alternativa del manga, intitolata Kusuriya no hitorigoto: Maomao no kōkyū nazotoki techō (薬屋のひとりごと～猫猫の後宮謎解き手帳～?) e disegnata da Minoji Kurata, è stata serializzata sulla rivista Monthly Sunday Gene-X a partire dall'agosto 2017. Il manga è stato poi raccolto in tankōbon dalla casa editrice Shōgakukan, che ha pubblicato il primo volume il 19 febbraio 2018; al 19 maggio 2025 ne sono stati messi in vendita in tutto venti.
| Nº | Data di prima pubblicazione | Data di prima pubblicazione                                                 | Data di prima pubblicazione |
| Nº | Giapponese                  | Giapponese                                                                  |                             |
| -- | --------------------------- | --------------------------------------------------------------------------- | --------------------------- |
| 1  | 19 febbraio 2018            | ISBN 978-4-09-157515-9                                                      |                             |
| 2  | 19 luglio 2018              | ISBN 978-4-09-157533-3                                                      |                             |
| 3  | 19 settembre 2018           | ISBN 978-4-09-157543-2                                                      |                             |
| 4  | 19 febbraio 2019            | ISBN 978-4-09-157560-9                                                      |                             |
| 5  | 19 giugno 2019              | ISBN 978-4-09-157564-7                                                      |                             |
| 6  | 19 novembre 2019            | ISBN 978-4-09-157580-7                                                      |                             |
| 7  | 19 febbraio 2020            | ISBN 978-4-09-157586-9                                                      |                             |
| 8  | 19 giugno 2020              | ISBN 978-4-09-157597-5                                                      |                             |
| 9  | 16 ottobre 2020             | ISBN 978-4-09-157608-8                                                      |                             |
| 10 | 19 febbraio 2021            | ISBN 978-4-09-157622-4                                                      |                             |
| 11 | 18 giugno 2021              | ISBN 978-4-09-157639-2                                                      |                             |
| 12 | 19 ottobre 2021             | ISBN 978-4-09-157652-1                                                      |                             |
| 13 | 18 febbraio 2022            | ISBN 978-4-09-157668-2                                                      |                             |
| 14 | 17 giugno 2022              | ISBN 978-4-09-157680-4                                                      |                             |
| 15 | 17 novembre 2022            | ISBN 978-4-09-157692-7                                                      |                             |
| 16 | 25 febbraio 2023            | ISBN 978-4-09-157731-3                                                      |                             |
| 17 | 29 settembre 2023           | ISBN 978-4-09-157783-2                                                      |                             |
| 18 | 19 marzo 2024               | ISBN 978-4-09-157817-4 (ed. regolare) ISBN 978-4-09-943150-1 (ed. limitata) |                             |
| 19 | 19 dicembre 2024            | ISBN 978-4-09-157847-1 (ed. regolare) ISBN 978-4-09-943181-5 (ed. limitata) |                             |
| 20 | 19 maggio 2025              | ISBN 978-4-09-157881-5 (ed. regolare) ISBN 978-4-09-943200-3 (ed. limitata) |                             |

### Anime
Un adattamento anime, distribuito internazionalmente con il titolo The Apothecary Diaries, è stato annunciato il 16 febbraio 2023. La serie è prodotta da Toho Animation Studio e OLM, con Norihiro Naganuma che si occupa della regia e della sceneggiatura e Akinori Fudesaka come assistente alla regia. Yukiko Nakatani cura il character design mentre Satoru Kōsaki, Kevin Penkin e Alisa Okehazama compongono la colonna sonora. La serie è stata trasmessa dal 21 ottobre 2023 al 23 marzo 2024 su Nippon TV e altre reti affiliate ed è divisa in due parti. Le sigle sono rispettivamente Hana ni natte (花になって? lett. "Diventare un fiore") di Ryokuoushoku Shakai (apertura) e Aikotoba (アイコトバ? lett. "Parola d'ordine") di Aina the End (chiusura). I diritti per la distribuzione internazionale al di fuori dell'Asia sono stati acquistati da Crunchyroll che l'ha pubblicata in simulcast in versione sottotitolata in vari Paesi del mondo, tra cui l'Italia. Durante il Lucca Comics & Games 2024 è stato annunciato il doppiaggio italiano, il quale viene pubblicato a partire dal 3 dicembre 2024. Il doppiaggio italiano è curato dalla Transperfect Italia di Milano sotto la direzione di Debora Magnaghi. La traduzione dei testi è stata curata da Andrea Prodomo, mentre l'adattamento dei dialoghi è stato effettuato da Laura Cherubelli e Francesca Tretto.
Il 23 marzo 2024 è stata annunciata la seconda stagione. Quest'ultima è diretta da Akinori Fudesaka ed è stata trasmessa dal 10 gennaio al 4 luglio 2025, nel blocco di programmazione Friday Anime Night su Nippon TV e reti affiliate. La prima sigla d'apertura è Hyakka ryouran (百花繚乱? lett. "Splendida generosità") di Lilas Ikuta.
Dopo la conclusione della trasmissione della seconda stagione, è stato annunciato un sequel della serie anime.

## Accoglienza

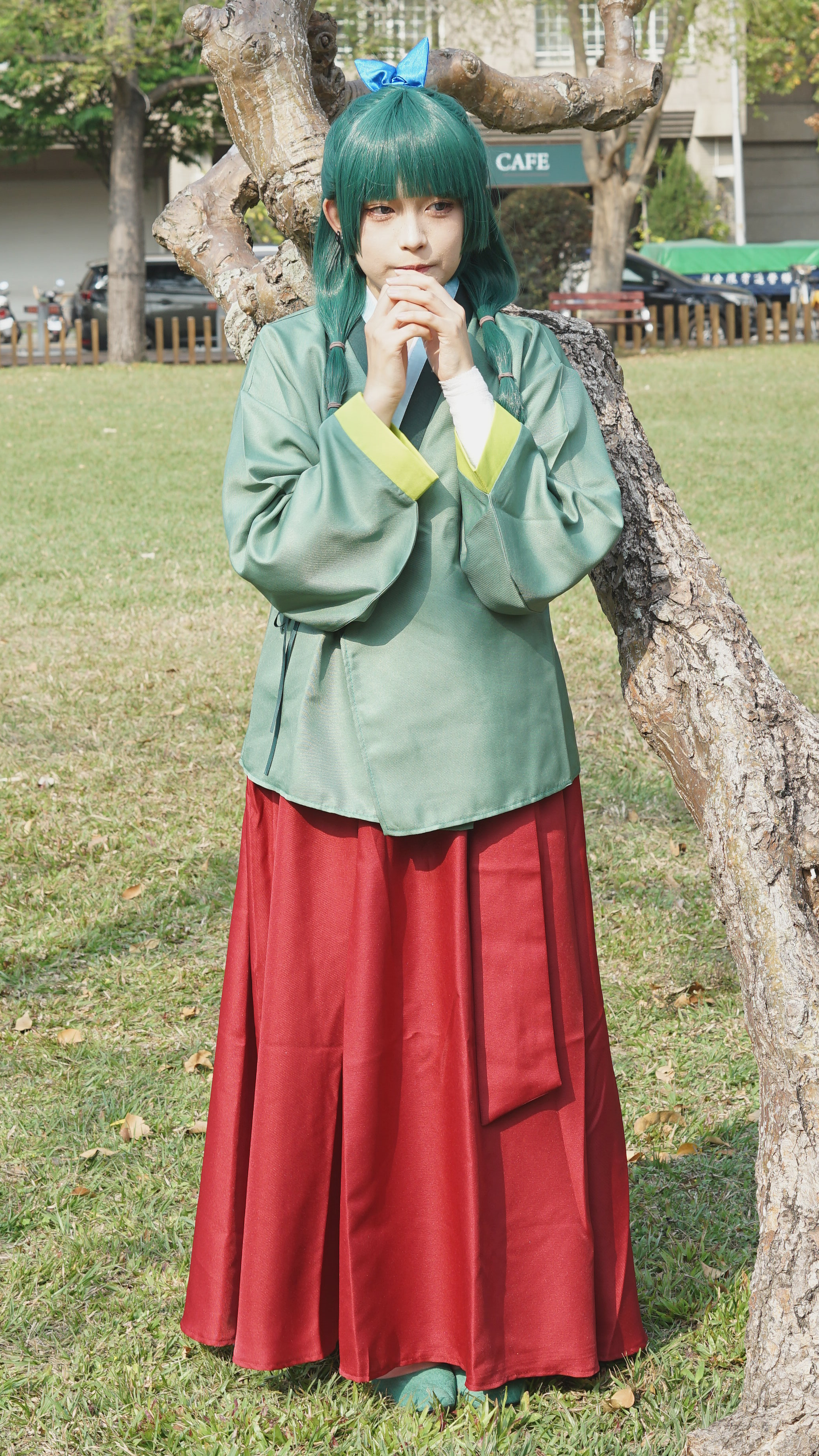
Cosplayer di Maomao

La light novel è risultata essere al sesto posto tra le serie più vendute nel 2019 in Giappone, con 461 024 copie acquistate, e al quinto posto tra quelle più vendute nel 2020, con 527 950 copie acquistate.
Il manga si è classificato al primo posto al Next Manga Award del 2019 nella categoria dei fumetti stampati, al quinto posto nella classifica dei manga più consigliati per il 2020 dai librai e al ventitreesimo posto nella lista dei libri dell'anno del 2020 pubblicata sulla rivista Da Vinci. A inizio 2021, i due manga pubblicati da Square Enix e Shōgakukan hanno raggiunto le dodici milioni di copie complessive.
Inoltre, a seguito del sondaggio tenutosi durante l'AnimeJapan del 2019, il manga è risultato al nono posto tra le opere di cui i fan vorrebbero un adattamento animato.